# Sphodromantis elegans
Sphodromantis elegans är en bönsyrseart som beskrevs av Sjostedt 1930. Sphodromantis elegans ingår i släktet Sphodromantis och familjen Mantidae. Inga underarter finns listade i Catalogue of Life.